# Tomislav Zovko
Tomislav Zovko (Mostar, 1986.), hrv. slikar iz Bosne i Hercegovine.

## Životopis
Rodio se u Mostaru. U Širokom Brijegu završio je Gimnaziju fra. Dominika Mandića. Magistrirao slikarstvo na Akademiji likovnih umjetnosti u Širokom Brijegu u klasi Ante Kajinića. Na toj akademiji je apsolvent na doktorskom studiju Ars sacra pod mentorstvom Antuna Borisa Švaljeka. Od 2015. godine predavač je na Visokoj školi Logos centar u Mostaru. Od 2018. godine u toj školi je voditelj studijskog programa Dizajn.
Sudjelovao je na mnogim likovnim kolonijama. Do sada je samostalno izlagao 10 puta i 70 puta na skupinim izložbama.
Član je Društva hrvatskih likovnih umjetnika u FBiH te član Udruženja likovnih umjetnika BiH.

## Nagrade
2016. godine je dobio Prvu nagradu za djelo Težina promjene na skupnoj žiriranoj izložbi Društva hrvatskih likovnih umjetnika u FBiH.